# Maurice Gabolde
Maurice Gabolde (Castres, 27 de agosto de 1891-Barcelona, 14 de enero de 1972) fue un político y jurista francés, ministro de Justicia durante el régimen de Vichy.

## Biografía
Nació en Castres el 27 de agosto de 1891.
Apodado por sus padres como «von Gabold», fue nombrado ministro de Justicia —el tercero y último del régimen de Pétain— en sustitución de Joseph Barthélemy en marzo de 1943. Huyó a Sigmaringa en agosto de 1944; desde allí se trasladaría en avión en 1945 a Barcelona (España); estaría inicialmente internado en el castillo de Montjuic junto a otros políticos colaboracionistas del régimen de Vichy como Abel Bonnard o Pierre Laval.
Condenado a muerte in absentia en 1946, falleció en su exilio barcelonés el 14 de enero de 1972.